# تصلب نووي

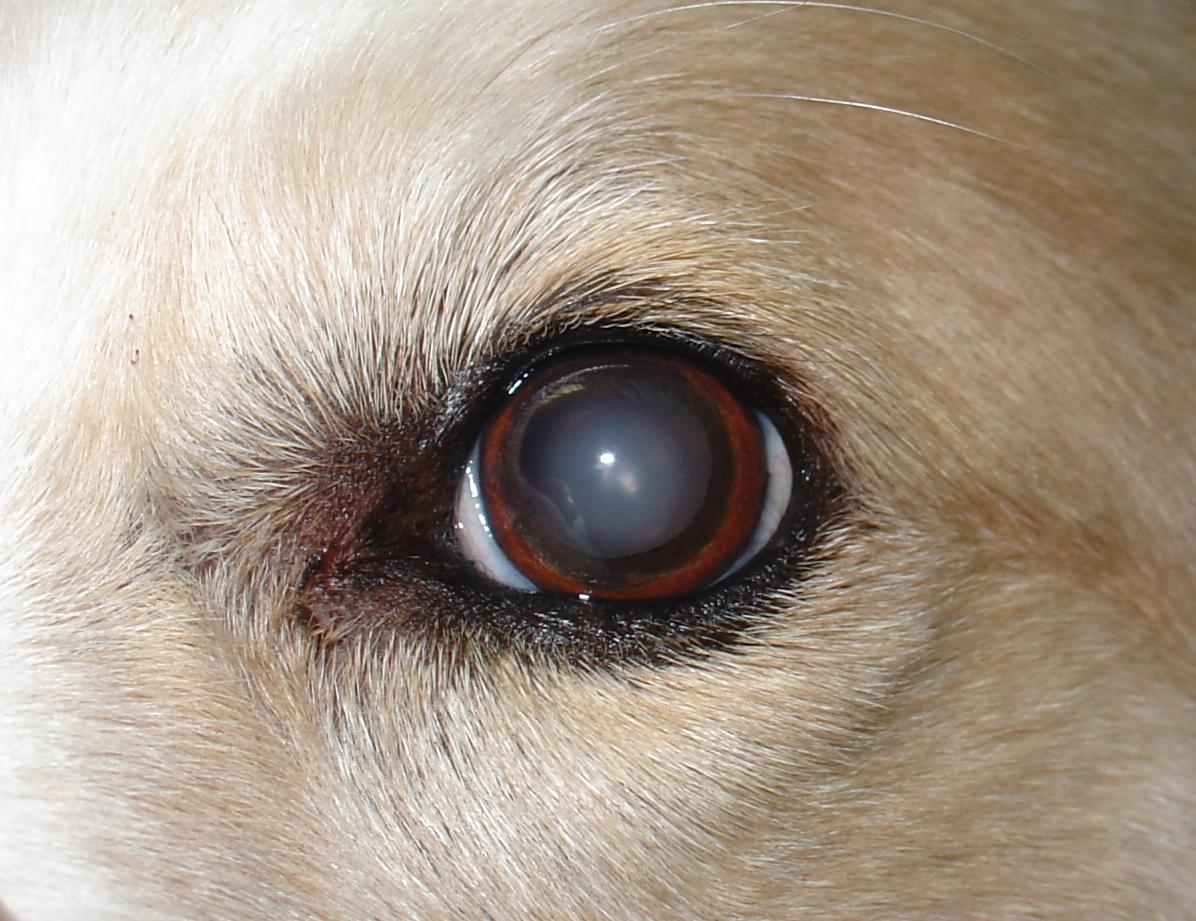
التصلب النووي

التصلب النووي (الاسم العلمي: Nuclear sclerosis) هو تغيير مرتبط بالعمر في كثافة نواة العدسة البلورية يحدث في جميع الحيوانات الأكبر سنًا. وهو ناتج عن ضغط ألياف العدسة القديمة في النواة عن طريق تكوين ألياف جديدة. يتسبب البناء الأكثر كثافة للنواة في تشتيت الضوء، وعلى الرغم من التصلب النووي قد وصف بأنه نوع من أوائل الساد في الطب البشري والطب البيطري ويعرف هذا المصطلح أيضا بالتصلب العدسي ويصف ضبابية ثنائية رمادية مزرقة في النواة التي عادة لا تؤثر على الرؤية، باستثناء الحالات الكثيفة على نحو غير عادي. يجب التفريق بين إعتام عدسة العين غير الناضج والتصلب النووي أثناء إجراء التشخيص.

## الطب البيطري
يعتبر التصلب النووي في الممارسة البيطرية نتيجة ثابتة في الكلاب الأكبر من ست سنوات. يظهر التصلب النووي على هيئة ضبابية ثنائية رمادية مزرقة في النواة، أو مركز العدسة، وهي ناتجة عن زيادة معامل الانكسار لهذا الجزء من العدسة بسبب كثافتها المتزايدة. غالبًا ما يتم الخلط بينه وبين إعتام عدسة العين. تختلف الحالة عن إعتام عدسة العين من خلال مظهره وبتسليط ضوء في العين. في حالة التصلب النووي سيظهر انعكاس من البساط الشفاف، بينما يمنع إعتام عدسة العين الانعكاس. لا يوجد علاج لهذه الحالة حاليًا.

## الروابط الخارجية
- الصور